# Operation Rädda Norge
Operation Rädda Norge var en planerad, men aldrig utförd, svensk militäroperation mot slutet av andra världskriget.

## Bakgrund
Vid andra världskrigets utbrott 1939 fanns det i Sverige ingen planering för att möta ett tyskt anfall. Efter Nazitysklands invasion av Norge den 9 april 1940 fick en plan för anfall från Norge hastigt improviseras. Under 1941 framkastades från militärt håll att ett tyskt anfall mot Sverige bäst skulle mötas med ett motanfall in i Norge. Detta vann dock inte försvarsstabens godkännande.
Från hösten 1942 blev Tyskland tvunget att dra tillbaka en del förband från Norge för att sätta in dem på annat håll. För att i gynnsamma fall, till exempel i samband med en eventuell allierad  landstigning i Norge kunna sätta in den svenska armén i Norge, uppgjordes en ny planläggning. Denna föredrogs för försvarsminister Per Edvin Sköld den 30 november 1942 och avsågs gälla från den 1 januari 1943.

## Planen
Planen förutsatte insats av huvuddelen av den svenska armén, varvid kraftsamling skulle ske från Värmland och Dalsland i riktning mot Oslo. Sekundära anfall planerades även mot Trondheim och Mo i Rana. I operationen planerades ingå de norska Polistrupperna som från början av 1943 utbildades i Sverige.